# Luanda
Luanda, în trecut numit São Paulo da Assunção de Loanda, este cel mai mare oraș și capitala Angolei. Situată la Oceanul Atlantic, este atât principalul port maritim cât și centru administrativ. Are o populație de aproximativ 3 milioane (1995), și este capitală a Provinciei Luanda.
Manufacturile includ alimente procesate, bere, textile, ciment și alte materiale de construcție, produse din plastic, produse din metal, țigări și pantofi. Petrolul, găsit în apropiere, este rafinat în oraș, deși această facilitate a fost înrăutățită în timpul războiului civil. Luanda are un port natural excelent, iar principalele produse exportate sunt cafeaua, bumbacul, zahărul, diamantele, fierul și sarea. Totuși economia Luandei continuă să se afle în derivă din cauza conflictelor militare din Angola.

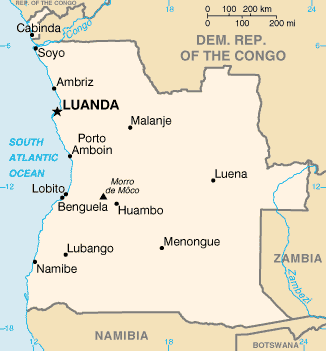
Harta Angolei

Locuitorii Luandei sunt în marea lor majoritate membri ai grupurilor etnice africane, printre care și triburile Ovimbundu, Kimbundu sau Bakongo. Limba oficială este portugheza, însă sunt vobite și câteva limbi indigene legate de Bantu. Există o mică populație de origine europeană.

## Istorie
Luanda a fost înființată în 1575 de exploratorul portughez Paulo Dias Novais drept São Paulo de Luanda. In 1618 fortăreața, Fortaleza Sao Pedro da Barra a fost construită iar mai târziu, în 1634 o nouă forteareață a fost ridicată, Fortaleza de São Miguel. Orașul este centrul administrativ al Angolei din 1627 (cu excepția perioadei 1640–1648) iar din 1550 până în 1850 a fost centrul comerțului cu sclavi spre Brazilia. În 1889 au fost puse bazele unei dezvoltări importante a orașului Luanda de către guvernatorul Brito Capelo prin deschiderea apeductului care aproviziona orașul cu apă, o resursă rară în prealabil.
Dupa câștigarea independenței de către Angola în 1975, majoritatea populației portugheze a părăsit orașul și a fost înlocuită de un număr important de cubanezi, mulți dintre ei soldați. Este reședința arhiepiscopului romano-catolic și a palatului guvernatorului.

## Transport
Luanda este punctul de plecare al unei linii de cale ferată care se întinde spre est, fără a ajunge însa la granițta cu Republica Democrată Congo.
De asemenea, Luanda este deservit de aeroportul "4 Februarie", cel mai mare din Angola.

## Clima
| Date climatice pentru Luanda                               | Date climatice pentru Luanda | Date climatice pentru Luanda | Date climatice pentru Luanda | Date climatice pentru Luanda | Date climatice pentru Luanda | Date climatice pentru Luanda | Date climatice pentru Luanda | Date climatice pentru Luanda | Date climatice pentru Luanda | Date climatice pentru Luanda | Date climatice pentru Luanda | Date climatice pentru Luanda | Date climatice pentru Luanda |
| Luna                                                       | Ian                          | Feb                          | Mar                          | Apr                          | Mai                          | Iun                          | Iul                          | Aug                          | Sep                          | Oct                          | Nov                          | Dec                          | Anual                        |
| ---------------------------------------------------------- | ---------------------------- | ---------------------------- | ---------------------------- | ---------------------------- | ---------------------------- | ---------------------------- | ---------------------------- | ---------------------------- | ---------------------------- | ---------------------------- | ---------------------------- | ---------------------------- | ---------------------------- |
| Maxima medie °C (°F)                                       | 28.3 (82,9)                  | 29.4 (84,9)                  | 30.0 (86)                    | 29.4 (84,9)                  | 27.8 (82)                    | 25.0 (77)                    | 23.3 (73,9)                  | 23.3 (73,9)                  | 24.4 (75,9)                  | 26.1 (79)                    | 27.8 (82)                    | 28.3 (82,9)                  | 26,9 (80,4)                  |
| Media zilnică °C (°F)                                      | 25.8 (78,4)                  | 26.7 (80,1)                  | 27.0 (80,6)                  | 26.7 (80,1)                  | 25.3 (77,5)                  | 22.5 (72,5)                  | 20.8 (69,4)                  | 20.6 (69,1)                  | 21.9 (71,4)                  | 23.9 (75)                    | 25.3 (77,5)                  | 25.8 (78,4)                  | 24,4 (75,9)                  |
| Minima medie °C (°F)                                       | 23.3 (73,9)                  | 23.9 (75)                    | 23.9 (75)                    | 23.9 (75)                    | 22.8 (73)                    | 20.0 (68)                    | 18.3 (64,9)                  | 17.8 (64)                    | 19.4 (66,9)                  | 21.7 (71,1)                  | 22.8 (73)                    | 23.3 (73,9)                  | 21,8 (71,2)                  |
| Minima istorică °C (°F)                                    | 20.6 (69,1)                  | 21.1 (70)                    | 21.1 (70)                    | 21.1 (70)                    | 17.8 (64)                    | 15.0 (59)                    | 14.4 (57,9)                  | 14.4 (57,9)                  | 16.7 (62,1)                  | 18.3 (64,9)                  | 20.0 (68)                    | 19.4 (66,9)                  | 14,4 (57,9)                  |
| Precipitații mm (inches)                                   | 25.4 (1)                     | 35.6 (1.402)                 | 76.2 (3)                     | 116.8 (4.598)                | 12.7 (0.5)                   | 1.3 (0.051)                  | 0.0 (0)                      | 1.3 (0.051)                  | 2.5 (0.098)                  | 5.1 (0.201)                  | 27.9 (1.098)                 | 20.3 (0.799)                 | 325,1 (12,799)               |
| Umiditate [%]                                              | 77.5                         | 75.5                         | 77.0                         | 79.5                         | 79.5                         | 78.5                         | 79.5                         | 81.0                         | 80.0                         | 79.0                         | 78.0                         | 77.0                         | 78,5                         |
| Nr. de zile cu precipitații (≥ 0.1 mm)                     | 3                            | 3                            | 6                            | 8                            | 2                            | 0                            | 0                            | 0                            | 1                            | 2                            | 4                            | 3                            | 32                           |
| Ore însorite                                               | 217                          | 198                          | 217                          | 180                          | 217                          | 210                          | 155                          | 155                          | 150                          | 155                          | 180                          | 186                          | 2.220                        |
| Sursa nr. 1: Sistema de Clasificación Bioclimática Mundial |                              |                              |                              |                              |                              |                              |                              |                              |                              |                              |                              |                              |                              |
| Sursa nr. 2: BBC Weather                                   |                              |                              |                              |                              |                              |                              |                              |                              |                              |                              |                              |                              |                              |

## Orașe înfrățite
| - São Paulo, Brazilia - Salvador, Brazilia - Houston, SUA (2003) - Lisabona, Portugalia - Porto, Portugalia - Lagos, Nigeria - Cape Town, Africa de Sud - Windhoek, Namibia | - Bissau, Guinea-Bissau - Brasilia, Brazilia (din 1968) - Macau, China - Maputo, Mozambic - Tahoua, Niger - Johannesburg, Africa de Sud - Cairo, Egipt - Rio de Janeiro, Brazilia |